# Instrument musical de joguina

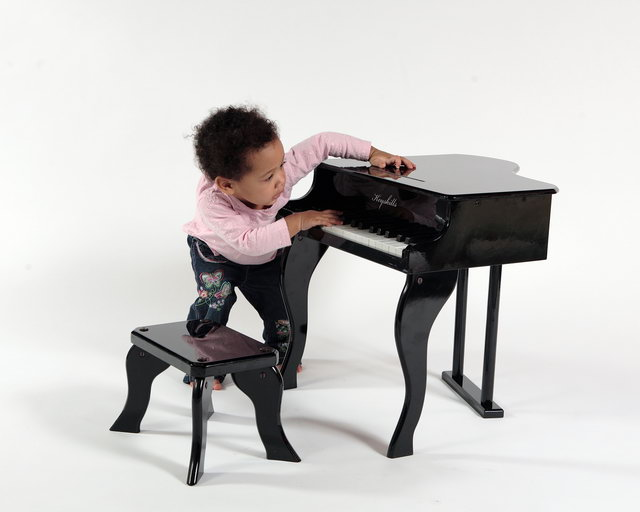
Infant amb un piano de joguina de trenta notes.

Un instrument musical de joguina és una joguina capaç de produir sons musicals. En la seva forma més senzilla els instruments de joguina es redueixen a xiulets, tambors i altres dispositius primitus o improvisats susceptibles d'emetre sons amb finalitats lúdiques. Des de l'època industrial hi ha joguines més elaborades que imiten la forma i, de manera limitada, els sons produïts pels veritables instruments musicals.
Hi ha joguines electròniques de preu moderat que ofereixen prestacions i qualitats musicals notables.
El concepte de joguina musical és més ampli. No totes les joguines musicals són instruments musicals. Un instrument requereix la participació activa d'un intèrpret. Una caixa de música, un autòmat que emeti una tonada, una nina que canti una cançó i casos similars, tot i ser joguines musicals no es poden considerar instruments.

## Història
L'antiguitat dels instruments musicals de joguina és indiscutible però ha estat poc tractada i les referències són difícils de trobar.
En diverses èpoques, al costat dels instruments musicals "de debò", hi ha instruments més senzills (sovint de dimensions més reduïdes) que en molts casos corresponen a joguines.
En les cultures primitives o països desenvolupats són freqüents els casos d'instruments musicals improvisats que, tot i que classificables com a veritables instruments, s'aproximen als instruments de joguina en la seva senzillesa i filosofia.

### Piano
El piano de joguina actual data del 1872. Un immigrant alemany de 17 anys, Albert Schoenhut, va substituir les peces de vidre que donaven les notes en ser colpejades per martellets per plaquetes d'acer.

### Guitarra
A diferència del piano, una guitarra de joguina és de dimensions comparables a les d'un instrument real de la mateixa família (guitarró, ukulele…). La guitarra catalana esmentada per Johannes Tinctoris era de dimensions petites.
Des de l'època industrial hi ha nombrosos exemples de guitarres "de joguina" o molt econòmiques amb qualitats musicals notables.
També hi ha exemples de guitarres de construcció casolana o electròniques de joguina.

### Acordió
L'acordió i la concertina són instruments relativament moderns, patentats en l'any 1829. Hi ha hagut versions de joguina des de fa molts anys.

### Harmòniques
Les harmòniques de joguina acostumen a ser diatòniques.

### Harmòniques de teclat (melòdiques)

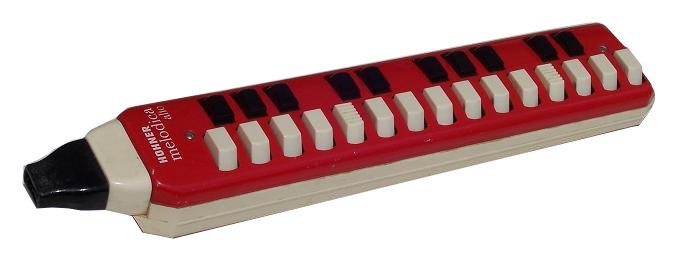
Una melòdica de la marca Hohner

Les harmòniques de teclat, melòdiques o piharmòniques són instruments populars, econòmics i més fàcils de tocar que altres instruments. Hi ha moltes versions de joguina.

### Violoncels
A diferència d'altres instruments, no hi ha gaires imitacions de violoncels o violoncels de joguina. Sí que hi ha violoncels petits, "de fàbrica", a preus relativament econòmics.
Un cas excepcional és el del mestre Pau Casals i el seu primer violoncel "de joguina".

## Instruments improvisats
A més de les joguines expressament construïdes que poden fer música, hi ha una munió de casos que es poden improvisar instruments a partir d'elements quotidians.
Unes quantes copes de vidre amb diferents nivells d'aigua, en ser colpejades moderadament (per exemple amb una cullereta) emeten sons de freqüències diferents. Mesurant amb cura el nivell de líquid en cada copa es poden afinar segons les notes de l'escala. I permeten tocar melodies senzilles amb poca dificultat.

## Música professional feta amb instruments de joguina
Malgrat les limitacions dels instruments de joguina hi ha hagut diferents casos de compositors i músics professionals que han basat algunes composicions o interpretacions, de forma exclusiva o complementària, en aqueixos instruments.